# Kurt Matt
Kurt Matt (* 9. August 1921 in Immendingen; † 18. Oktober 1970 ebenda) war ein deutscher Politiker (SPD).

## Leben
Matt war Beamter bei der Deutschen Bundesbahn. Er beantragte am 12. April 1939 die Aufnahme in die NSDAP und wurde zum 1. September desselben Jahres aufgenommen (Mitgliedsnummer 7.080.731).
Nach dem Zweiten Weltkrieg trat Matt der SPD bei. Bei der Landtagswahl in Baden-Württemberg 1964 kandidierte er im Wahlkreis Donaueschingen. Er zog über ein Zweitmandat in den Landtag von Baden-Württemberg ein und gehörte diesem bis zum Ende der Legislaturperiode 1968 an.
Bei der Bahn war Kurt Matt in der Ortsverwaltung der Gewerkschaft der Eisenbahner Deutschlands als erster Bevollmächtigter tätig.